# Cyrillique roumain
L'alphabet cyrillique roumain a été utilisé pour écrire la langue roumaine jusqu'en 1865. Cet alphabet est le suivant :
|    | Lettre | Nom de la lettre  | Valeur numérique | Prononciation | Correspondant actuel |
| -- | ------ | ----------------- | ---------------- | ------------- | -------------------- |
| 1  | A а    | az                | 1                | /a/           | a                    |
| 2  | Б б    | buche             |                  | /b/           | b                    |
| 3  | В в    | vede              | 2                | /v/           | v                    |
| 4  | Г г    | glagoli           | 3                | /ɡ/           | g, gh                |
| 5  | Д д    | dobru             | 4                | /d/           | d                    |
| 6  | Є є    | iest              | 5                | /e/           | e                    |
| 7  | Ж ж    | jivete            |                  | /ʒ/           | j                    |
| 8  | Ѕ ѕ    | dzelo / dzialu    | 6                | /d͡z/          |                      |
| 9  | З з    | zemlia            | 7                | /z/           | z                    |
| 10 | И и    | ije               | 8                | /i/           | i                    |
| 11 | І і    | I                 | 10               | /i/           | i                    |
| 12 | К к    | caco              | 20               | /k/           | c, ch                |
| 13 | Л л    | liudie / lude     | 30               | /l/           | l                    |
| 14 | М м    | mislite / mislete | 40               | /m/           | m                    |
| 15 | N ɴ    | naș               | 50               | /n/           | n                    |
| 16 | О o    | on                | 70               | /o/           | o                    |
| 17 | П п    | pocoi             | 80               | /p/           | p                    |
| 18 | Р р    | riți / râță       | 100              | /r/           | r                    |
| 19 | С с    | slovo / slovă     | 200              | /s/           | s                    |
| 20 | Т т    | tvirdo / ferdu    | 300              | /t/           | t                    |
| 21 | Ѹ ѹ    | Ucu               | 400              | /u/           | u                    |
| 22 | У ȣ    | u                 |                  | /u/           | u                    |
| 23 | Ф ф    | fârtă             | 500              | /f/           | f                    |
| 24 | Х х    | heru              | 600              | /h/           | h                    |
| 25 | Ѡ ѡ    | ot                | 800              | /o/           | o                    |
| 26 | Щ щ    | ști / ște         |                  | /ʃt/          | șt                   |
| 27 | Ц ц    | ți                | 900              | /t͡s/          | ț                    |
| 28 | Ч ч    | cervu             | 90               | /t͡ʃ/          | c                    |
| 29 | Ш ш    | șa                |                  | /ʃ/           | ș                    |
| 30 | Ъ ъ    | ieru              |                  | /ə/ ʷ/        | ă pas de lettre      |
| 31 | Ы ы    | ieri              |                  | /ɨ/ /ʲ/ /ʷ/   | â, î i pas de lettre |
| 32 | Ь ь    | ier               |                  | /ə/ /ʲ/ /ʷ/   | ă i pas de lettre    |
| 33 | Ѣ ѣ    | eti               |                  | /e̯a/          | ea                   |
| 34 | Ю ю    | iu                |                  | /ju/          | iu                   |
| 35 | Ѩ ѩ    | iaco              |                  | /ja/          | ia                   |
| 36 | Ѥ ѥ    | ie                |                  | /je/          | ie                   |
| 37 | Ѧ ѧ    | ia                |                  | /ja/ /e̯a/     | ia ea                |
| 38 | Ѫ ѫ    | ius               |                  | /ɨ/           | â, î                 |
| 39 | Ѯ ѯ    | csi               | 60               | /ks/          | x                    |
| 40 | Ѱ ѱ    | psi               | 700              | /ps/          | ps                   |
| 41 | Ѳ ѳ    | fita              | 9                | /θ/, /ft/     |                      |
| 42 | Ѵ ѵ    | ipsilon / ijiță   | 400              | /i/ u/        | i u                  |
| 43 | Ꙟ ꙟ    | în                |                  | /ɨn/, /ɨm/    | în, îm               |
| 44 | Џ џ    | gea               |                  | /d͡ʒ/          | g                    |

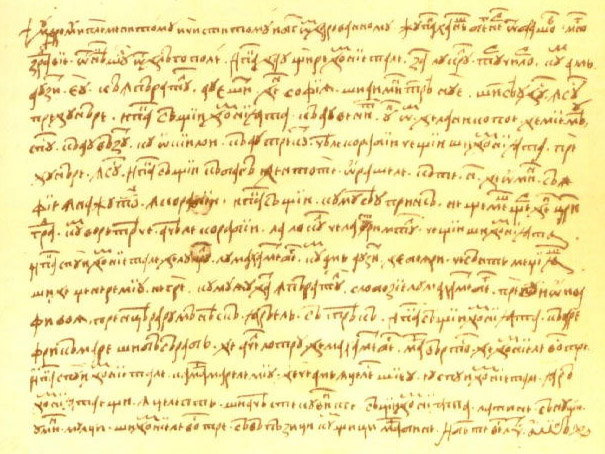
Lettre de Neacșu, plus ancien texte conservé en cyrillique roumain.

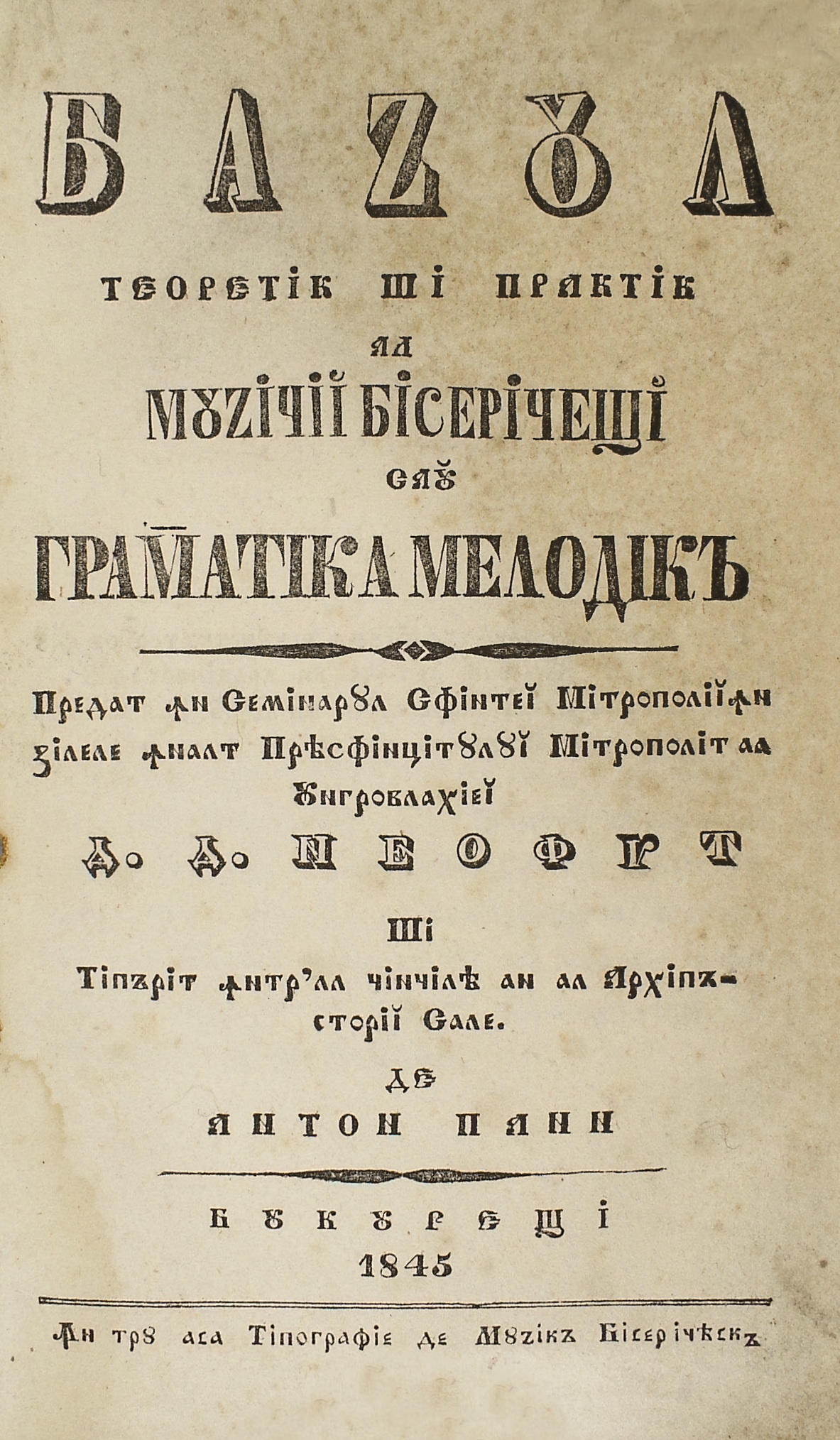
Grammaire musicale de 1845 d'Anton Pann.

Le seul diacritique utilisé était la brève (˘) pour marquer une semi-voyelle, sur и, i,  ȣ, ѡ.
Voici à titre d’exemple le texte du Notre Père en cyrillique roumain (vers 1850) translittéré en alphabet roumain actuel :
| Татъль нострꙋ | Tatăl nostru |
| ------------- | --- |
|               | Translittération de "Notre père" : Tatăl nostru, carele ești în ceriuri, Sfințascăse / numele tău, vie împărățiia ta, fie voia ta, pre cum în / ceriu și pre pământ. Pâinea noastră cea de toate zilele / dăneo noao astăzi. Și ne iartă noao datoriile / noastre, pre cum și noi ertăm datornicilor / noștri. Și nu ne duce pre noi în ispită. Ci ne / izbăveaște de cel rău. Că ata iaste împărățiia, și / Putearea, și mărirea în veaci, amin. |

L'usage de l'alphabet cyrillique par les Roumains remontait à l'adoption, au Moyen Âge, du christianisme oriental d'obédience orthodoxe par les élites bulgares et coumanes dont ils dépendaient avant l'arrivée des Magyars en Transylvanie au XIe siècle et l'indépendance des principautés de Valachie et Moldavie au XIVe siècle. Cet alphabet et la langue slavonne eurent un usage tant liturgique que politique et commercial jusqu'au XVIIIe siècle lorsqu'il fut progressivement abandonné au profit du roumain (qui en conserva néanmoins l'alphabet) et du grec phanariote. En 1780, après le traité de Koutchouk-Kaïnardji et à la veille du projet grec de l'impératrice Catherine II, l'évêque transylvain Samuil Micu Klein publie à Vienne le premier livre roumain en lettres latines : Elementa lingua dacoromana sive valachica (« Élements de la langue daco-roumaine dite valaque »). En Transylvanie, l'alphabet latin fut traditionnellement utilisé tant par le royaume de Hongrie que par la monarchie des Habsbourg dont la religion d'État était catholique. Le remplacement de l'alphabet cyrillique par le latin dans les principautés de Valachie et de Moldavie fut un processus délibéré et géopolitique après le traité d'Unkiar-Skelessi et la convention de Londres (1841).
Après le traité de Passarowitz et la révolution transylvaine de 1784 l'alphabet latin et l'écriture civile furent des moyens de limiter, chez les Roumains de l'empire d'Autriche et dans les principautés roumaines, l'influence russe et celle des Phanariotes usant de l'alphabet grec. Après la révolution roumaine de 1821 et la guerre de Crimée de 1855-1856, l'unification de la Valachie et de la Moldavie, l'un des idéaux de la renaissance culturelle roumaine, devient possible : elle sera effective en 1859 mais sans la Moldavie orientale. Pour sa part, l'Église orthodoxe roumaine n'a abandonné l'alphabet cyrillique qu'en 1881, trois ans après l'indépendance de la Roumanie et la libération de la Bulgarie.
Il ne faut pas confondre le cyrillique roumain avec le cyrillique soviétique moldave en usage du 27 février 1938 au 31 août 1989 en République socialiste soviétique de Moldavie et jusqu'à aujourd'hui en Transnistrie : cet alphabet est adapté à la « langue moldave » à partir du cyrillique russe.